# الإسلام في جزيرة كريسمس
الإسلام في جزيرة كريسمس الإسلام في جزيرة عيد الميلاد أو جزيرة كريسمس هو ثاني أكبر دين في الجزيرة بعد البوذية، وتمارس في المقام الأول من الملايو (شعب) الذين يسكنون الجزيرة، والجزيرة لا يسكن فيها حاليا أي من السكان الأصليين.
ويقدر نسبة المسلمين بنسبة حوالي 25٪ وفق إحصائية عام 1997م وذلك من إجمالي عدد السكان البالغ عددهم 1,496 نسمة وفقا لإحصائيات عام 2010م من قبل وكالة المخابرات المركزية كتاب حقائق العالم، ويشمل الاتحاد الأسترالي للمجالس الإسلامية مجلس في كل ولاية، في إقليم العاصمة الأسترالية والإقليم الشمالي وجزيرة عيد الميلاد، وتحتوي بلدة كاتانينغ وأستراليا الغربية، العدد الأكبر من المسلمين في جزيرة الكريسماس.